# Ben's Original
Cet article concerne la marque de riz. Pour le personnage de Spider-Man, voir Benjamin Parker.
Ben's Original (anciennement Oncle Ben's en France et Uncle Ben’s en Belgique) est une marque commerciale de l'industrie agroalimentaire déposée en 1943, principalement connue pour un riz long grain étuvé commercialisé sous cette marque.
Elle a été la marque de riz la plus vendue aux États-Unis de 1950 aux années 1990. Jusqu'en 2020, tous les produits de la marque étaient accompagnés du portrait d'un Afro-Américain représentant le personnage Uncle Ben.

## Historique

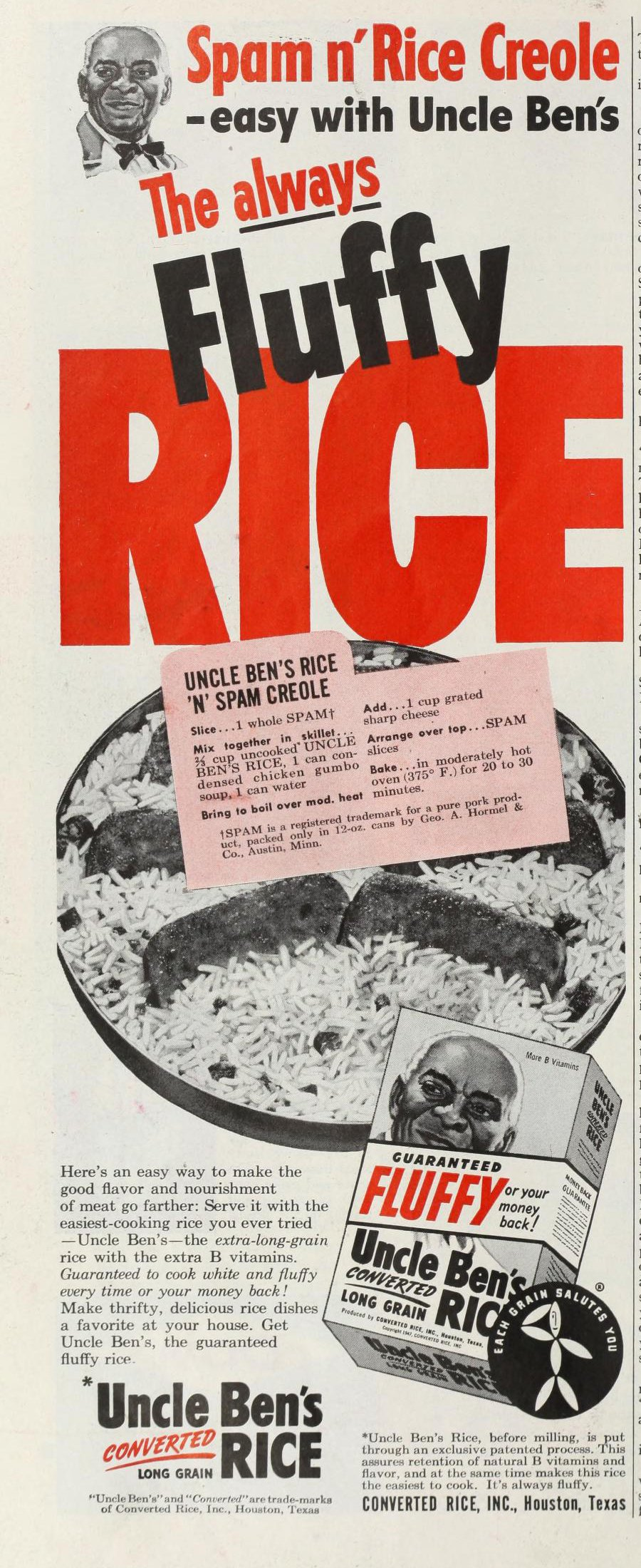
Publicité américaine en 1951.

La genèse de la marque Uncle Ben's s'articule autour de trois personnes. Le premier, E.G. Huzenlaub, mit au point un procédé censé améliorer la valeur nutritionnelle du riz. Il fit alliance avec le courtier texan Gordon Harwell, qui avait fabriqué un appareil de cuisson. En 1943, c'est Forrest E. Mars qui va apporter le financement nécessaire au lancement de la marque de riz Uncle Ben's aux États-Unis.
Uncle Ben était un riziculteur connu dans la région de Houston pour produire le riz de meilleure qualité de la région, à tel point que son nom servait de référence aux autres riziculteurs et autres commerçants en riz. C'est pourquoi la marque s'empara de ce nom. Toutefois, le portrait symbole de la marque n'est pas celui d'Uncle Ben, décédé au lancement de celle-ci, mais celui de Frank Brown, maître d’hôtel du restaurant de Chicago où Gordon Harwell avait ses habitudes, il était connu et apprécié pour son accueil chaleureux donc Gordon Harwell lui a rendu hommage en prenant comme symbole son portrait pour la marque Uncle Ben's.
Le riz est un riz étuvé en usine. La saveur est modifiée par le procédé.
Uncle Ben semble également être le nom donné autrefois par les esclaves au chef de leurs gardiens dans les plantations de Sierra Leone.

## Marchés

### Marché européen
En France, Uncle Ben’s est introduit en 1966. Cette dernière, et les deux marques de la société Pastacorp, Taureau Ailé et Lustucru, détiennent 60 % des parts de marché en valeur. Uncle Ben’s détient 27,8 % des parts du marché français en valeur, mais seulement 17,9 % en volume.

## Publicité
Depuis 1970, la publicité insiste sur le fait « qu'il ne colle jamais ».
La publicité de la marque Uncle Ben's est généralement accompagnée du slogan « C'est toujours un succès ! », véhiculé par le personnage d'Uncle Ben's, incarné par un homme âgé afro-américain au visage souriant. Cet homme n'est autre que Frank Brown, le maître d'hôtel d'un restaurant où Gordon L. Halwell avait ses habitudes.
En 1999, Uncle Ben's lance une nouvelle campagne publicitaire reposant sur le dernier né de la famille d'Uncle Ben. En avril, la promotion du lancement d'un nouveau riz long grain s'effectue sur l'annonce d'une naissance. En novembre de la même année, ce bébé joufflu remplaçait alors le traditionnel vieil oncle attaché à l'image de la marque pour une seconde campagne publicitaire. Le pari était risqué mais il a porté ses fruits, une étude ayant montré que 72 % des femmes interrogées disent avoir aimé l'affiche.
En 2005, une campagne de publicité à la télévision est lancée. Celle-ci mise beaucoup sur la convivialité. En effet, le spot met en scène une mère de famille qui prépare du riz Uncle Ben's. Petit à petit, les enfants arrivent en demandant si leurs amis peuvent venir manger. À chaque nouvel invité, la mère verse du riz en plus dans sa casserole. La musique de la publicité était Rock Daniel, un titre interprété par Rosetta Tharpe.
En 2006, une étude affirme qu’Uncle Ben's est la sixième marque alimentaire en France en termes de notoriété.
En 2008, la voix de l’oncle Ben dans les publicités télévisées, Randall Garrett, a attaqué l'agence d'Arcy Massius Benton et Bowles et a réclamé 180 millions d'euros pour « travail dissimulé, exploitation et diffusion illicite, notamment à des fins publicitaires et commerciales ». Il estimait que l'enregistrement de sa voix avait été utilisé abusivement par la société. Il a finalement été débouté.
En 2020, l'entreprise agro-alimentaire Mars, à qui appartient Uncle Ben's, assure sa volonté de faire évoluer l'image de la marque, notamment l'emballage jugé raciste, évoquant l'esclavage des plantations de coton et de riz. Elle décide alors de supprimer le portrait afro-américain et de se renommer Ben’s Original.

## Logos

Uncle Ben's.
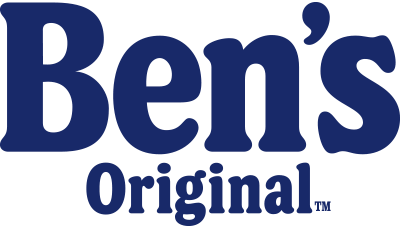
Ben's Original 2020.